# آرشي ويستون
آرشي ويستون (بالإنجليزية: Archie Weston)‏ هو لاعب كرة قدم أمريكية أمريكي، ولد في 9 يونيو 1895 في ألبينا في الولايات المتحدة، وتوفي في 1 أبريل 1981 في واتربوري في الولايات المتحدة.